# Manuel Peña Rodríguez
Manuel Peña Rodríguez (1906 - 1970) fue un coleccionista, productor y crítico de cine argentino. Fue el creador del Museo Cinematográfico Argentino y uno de los impulsores de la primera Academia del cine de Argentina, entre otras labores para el progreso de esa disciplina.

## Su relación con el cine
Entre 1925 y 1942 realizó extensas y minuciosas notas de cine, entrevistando a estrellas y cineastas en su mejor momento (de Marlene Dietrich a Bette Davis, de Boris Karloff a Errol Flynn) y entre 1933 y 1943 dirigió la sección de cine del diario La Nación. Muchas de sus notas estaban ilustradas con fotografías firmadas por los artistas y dedicadas a los lectores y, por ejemplo, en la edición del 29 de diciembre de 1935, la foto mostraba a Gary Cooper saludando por el nuevo año posando como hombre-sándwich con la propaganda del diario en su cartel. A su erudición, lucidez y honestidad, Peña Rodríguez agregaba su estilo, personalidad y ángulo de enfoque; conocía y apreciaba tanto la escuela crítica norteamericana como la francesa pero no caía en las sutilezas ultraintelectuales de la primera –que llevaban a una visión solamente parcial del cine- ni se conformaba con la precisión técnica y rigor profesionales de la segunda –que podían llevar a perder de vista los valores espirituales-. Al no seguir a los radicalizados de ambas tendencias –muy virulentos en esa época- pudo aplicar una óptica mucho más imparcial a sus trabajos, que fueron realmente valiosos.
En 1941 creó el Museo Cinematográfico Argentino, el primero en su género de Argentina, sobre la base de su colección particular con el propósito de paliar aunque fuera parcialmente la falta de enseñanza cinematográfica en el país ya que Argentina carecía de instituciones que se dedicaran a esa disciplina. El mismo año impulsó con su colega Chas de Cruz la creación de la Academia de Artes y Ciencias Cinematográficas de la Argentina.
En la década de 1960, Peña Rodríguez solicitó un crédito al Fondo Nacional de las Artes para costear el tratamiento de una enfermedad que en definitiva fue la causa de su fallecimiento. Como  no podía pagar la deuda entregó en cambio su colección fílmica que pasó a comienzos de 1970 a manos de ese organismo que, a su vez, lo donó al Museo del Cine Pablo Ducrós Hicken de la ciudad de Buenos Aires, entonces dirigido por Guillermo Fernández Jurado.  
Dentro de esa donación el investigador, historiador y coleccionista Fernando Martín Peña localizó a  comienzos de 2008 una copia del filme Metrópolis que todas las escenas consideradas perdidas en la última restauración llevada a cabo por Martin Koerber en 2001 para la Fundación Murnau y basada en el trabajo de Enno Patalas.
Falleció en Argentina en 1970.

## Filmografía
Productor
- Los ojos del siglo (Volumen I) (1957)
- Esperanza (1949)
- Cuando la primavera se equivoca (1944)

Director
- Los ojos del siglo (Volumen I) (1957)